# Радванские
Радванские (Ридванские, Рыдванские, Редванские, пол. Radwanski) — один из 400 избранных польских шляхетских родов, носящих герб Радван.
Происходит из Великого Княжества Литовского. Основатели рода неизвестны, однако известно, что род был основан в середине XVI века. Самым известным в роду является Криштофор Радванский — один из влиятельных представителей шляхты в Речи Посполитой. Примерно в 1652 году род Радванских активно участвует в войне с Войском Запорожским, однако среди участников находятся и те, кто вскоре перейдёт на сторону казаков, но их имена опять же неизвестны.

## Известные представители
- Рыдванский Дмитрий — московский дворянин (1676—1677).
- Рыдванский Дмитрий Степанович — стольник (1686)[1].